# Queen's Walk
Queen's Walk je promenáda podél řeky Temže v oblasti South Bank v Londýně. Její trasa začíná u mostu Lambeth Bridge a končí u slavného viktoriánského Tower Bridge. Několik mil dlouhá cesta si získala velkou oblibu nejen u obyvatel Londýna, kteří Queen's Walk využívají na běhání a procházky, ale díky svým četným památkám podél trasy ji hojně využívají také turisté.

## Trasa promenády
Ačkoliv oficiálně Queen's Walk začíná u Lambeth Bridge, mnoho lidí začíná svou procházku hned u vedlejšího Westminster Bridge. První, co turista uvidí, jsou zdi Westminsterského paláce - sídla Parlamentu Spojeného království. Pár metrů od mostu směrem na sever se nachází County Hall v edvardovském barokním stylu, která dříve sloužila jako hlavní budova pro Radu hrabství Londýna. Dnes tato mohutná budova v sobě skrývá proslulé Londýnské akvárium, Saatchi Gallery a Dalí Universe se surrealistickými malbami tohoto španělského malíře. Hned vedle County Hall je v parku Jubilee Gardens vztyčeno Londýnské oko. 

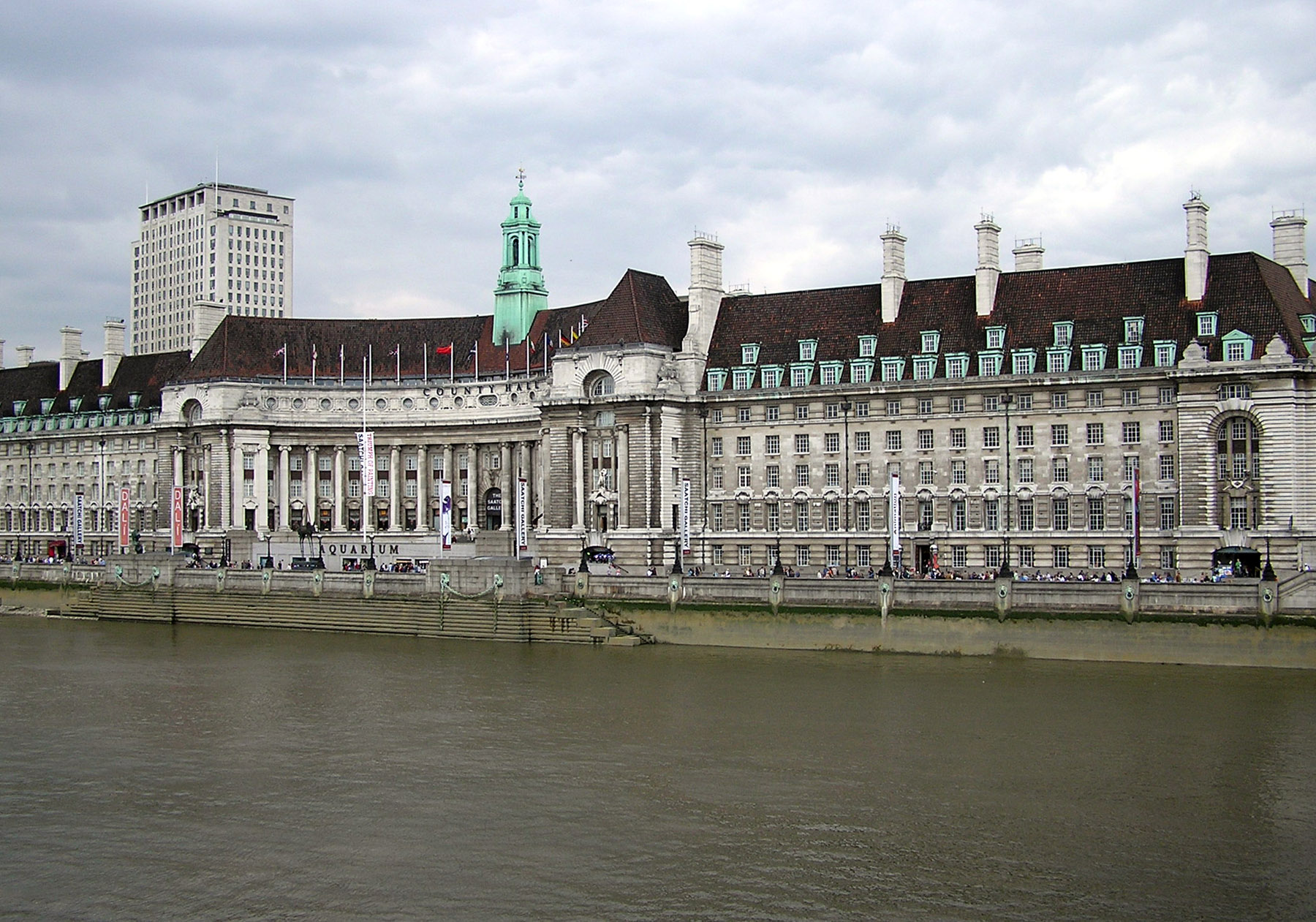
County Hall - dnešní sídlo Londýnského akvária, Dalí Universe a Saatchi Gallery

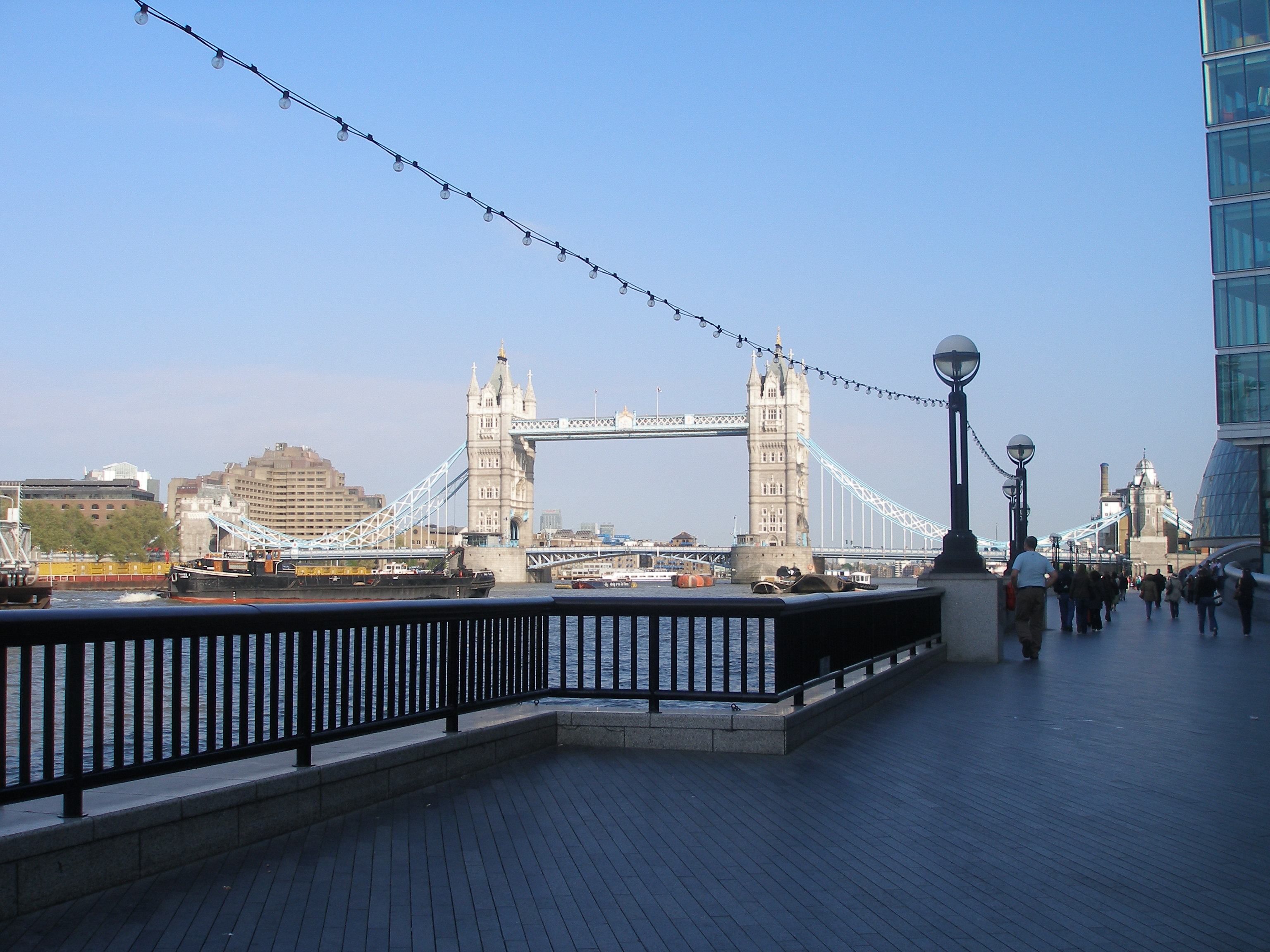
Pohled z Queen's Walk směrem na Tower Bridge

 Za trojitým Hungerford Bridge stojí Royal Festival Hall společně s Hayward Gallery a Queen Elizabeth Hall. Kulturní čtvrť pak za Waterloo Bridge doplňuje brutalistická budova Royal National Theatre. Několik desítek metrů odsud je těsně u Temže postavena ve stylu art deco červeno-bílá osmipatrová OXO Tower.
Za dalšími dvěma londýnskými mosty se pak nachází velká cihlová budova Tate Modern, v níž je umístěno britské národní muzeum moderního umění. V bývalé elektrárně se dnes vystavují díla Picassa, Matisse nebo také Moneta. Od Tate Modernu vede vstříc katedrále sv. Pavla pěší most Millennium Bridge. Pár kroků od muzea je postavena přesná kopie Shakespearova divadla Globe, kde se každé léto hrají Shakespearovy hry.

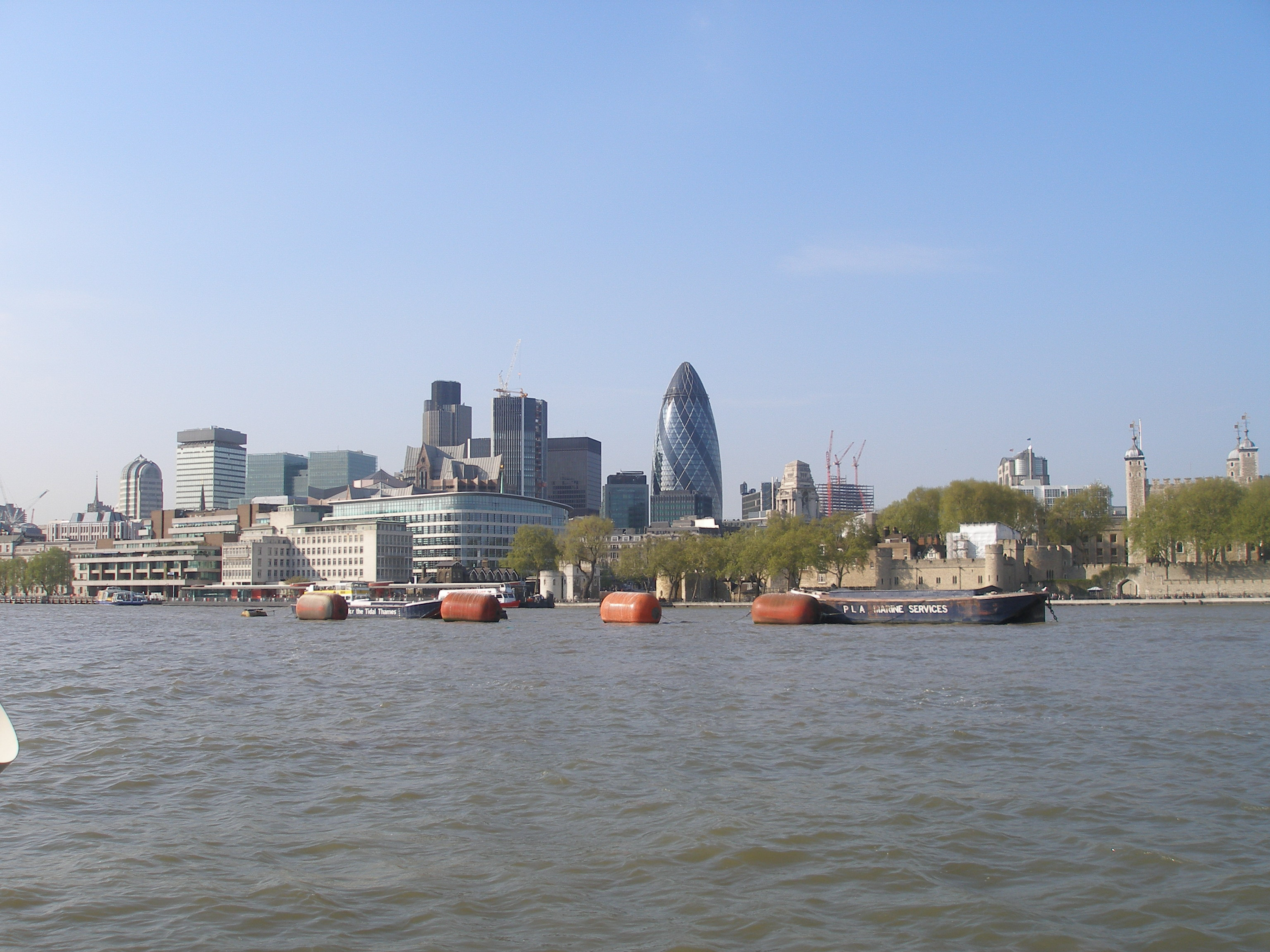
Vyhlídka z Queen's Walk na výškové budovy v City

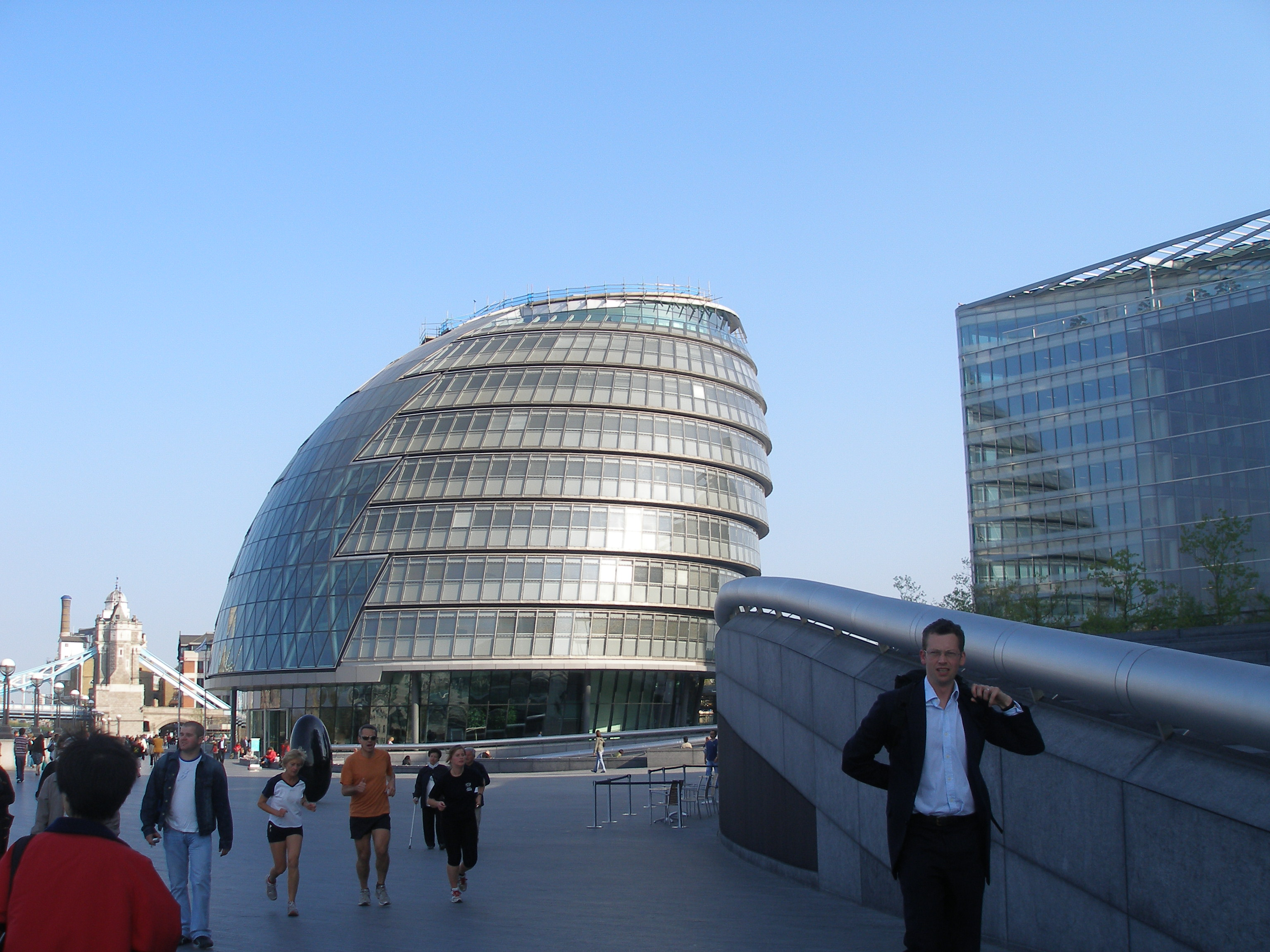
Queen's Walk u Londýnské radnice, kde se rozšiřuje v malé náměstí

Podél Temže pokračuje trasa kolem dalších mostů, nyní Southwark Bridge a Cannon Street Railway Bridge. Za Southwarkskou katedrálou vede Queen's Walk přes poslední most, a to London Bridge. Za ním se cesta zužuje, avšak zároveň se otevírá nádherný výhled na moderní City s jeho nejvýraznější dominantou 30 St Mary Axe. U křižníku HMS Belfast, který v současnosti slouží jako muzeum, se Queen's Walk mění v širokou promenádu, kterou z jedné strany lemuje Temže a z druhé strany skleněné administrativní budovy. Jednou z nich je i nová desetipatrová Londýnská radnice, jejíž moderní vzhled dokonale kontrastuje s Towerem na protějším břehu řeky. Hned vedle radnice navazují chodníky na Tower Bridge, kde londýnská promenáda Queen's Walk končí.